# ГЕС Манері-Бхалі I
ГЕС Манері-Бхалі I — гідроелектростанція на півночі Індії у штаті Уттаракханд. Знаходячись перед ГЕС Манері-Бхалі II, становить верхній ступінь каскаду на річці Бхаґіратхі, правій твірній Гангу.
У межах проєкту річку перекрили бетонною гравітаційною греблею висотою 39 метрів та довжиною 127 метрів, яка потребувала 14 тис. м3 матеріалу. Вона утримує водосховище з площею поверхні 0,18 км2 та об'ємом 600 тис. м3 (корисний об'єм 510 тис. м3).
Зі сховища під лівобережним гірським масивом прокладено дериваційний тунель довжиною 6,5 км з діаметром 6 метрів, який транспортує ресурс до наземного машинного залу. Основне обладнання станції становлять три турбіни типу Френсіс потужністю по 30 МВт, які використовують напір у 145 м та забезпечують виробництво 395 млн кВт·год електроенергії на рік.
Відпрацьована вода повертається у річку по короткому — біля сотні метрів — відвідному каналу.
Видача продукції відбувається по ЛЕП, розрахованій на роботу під напругою 220 кВ.